# Франконвил (Мерт и Мозел)
Франконвил (фр. Franconville) насеље је и општина у североисточној Француској у региону Лорена, у департману Мерт и Мозел која припада префектури Линевил.
По подацима из 2011. године у општини је живело 49 становника, а густина насељености је износила 10,75 становника/km². Општина се простире на површини од 4,56 km². Налази се на средњој надморској висини од 245 метара (максималној 282 m, а минималној 234 m).

## Демографија
| 1962. | 1968. | 1975. | 1982. | 1990. | 1999. | 2011. |
| ----- | ----- | ----- | ----- | ----- | ----- | ----- |
| 48    | 58    | 47    | 47    | 46    | 43    | 49    |

График промене броја становника у току последњих година